# Шустов и сыновья
Н. Л. Шустов и сыновья — алкогольная фирма, один из крупнейших в Российской Империи производитель алкогольных напитков. Был удостоен звания Поставщика Двора Его Императорского Величества.

## История
Основатель фирмы, Николай Леонтьевич Шустов, родился в семье купца 3 гильдии, дьякона церкви Николая Чудотворца в Кошелях. Отец всю жизнь заносил рецепты алкогольных напитков в специальную книгу и сам периодически изготавливал различные водки и наливки. Более 20 лет Шустов служил при винных откупах.
В 1863 году он организовал собственное дело и зарегистрировал Торговый дом «Шустов с сыновьями». Первое производство Шустова представляло собой небольшой водочный завод, располагавшийся на Маросейке. Помещение Шустов арендовал у С. П. Боткина. Завод был укомплектован перегонным кубом, на производстве были заняты трое рабочих. В год завод выпускал 20-25 тысяч вёдер водки.
В 1865 году Н. А. Шустов уже в статусе купца 2 гильдии перевёл завод с Маросейки на Мясницкую улицу. Шустов делал ставку на качество продукции, поэтому производство и сбыт неуклонно росли.
В конце 1870-х Шустов перевёл завод во второй раз. Новое производство находилось на Большой Садовой улице, неподалеку от церкви Святого Ермолая. Завод находился в двух каменных одноэтажных зданиях. В одном из них был размещён паровой котел для перегонки алкоголя. В 1879 году на заводе трудилось 30 человек.
В 1884 году на заводе трудилось 40 человек. За год было произведено 100 тысяч вёдер водки на 420 тысяч рублей.
В 1895 году Шустовым было получено разрешение на строительство двух заводских зданий, одно- и двухэтажного. В 1897 году производство было расширено, а штат предприятия увеличился до 140 человек.
В 1896 году сменилась форма собственности — было образовано «Товарищество коньячного и водочного заводов и складов русских виноградных вин Н. Л. Шустова с сыновьями» с капиталом в 1 миллион рублей. Главой товарищества стал старший сын, Николай Николаевич Шустов. В этот момент фирма владела водочным и ликёрным заводом в Москве и складами на Тверской и Садовой-Кудринской улицах. В год реализовывалось более 100 тысяч вёдер ликёров и наливок и около 400 тысяч вёдер дистиллятов вин.
К 1896 году оборот фирмы составлял 3,5 миллиона рублей в год. Было налажено производство коньяка, объём производство в течение первого года составил 100 тысяч рублей.
В 1896 году Николай Леонтьевич Шустов скончался. Товариществом руководили братья: Николай Николаевич, Сергей Николаевич, Павел Николаевич и Василий Николаевич Шустовы.
Труд на московском заводе Шустовых оплачивался высоко: по данным на 1900 год, директор завода зарабатывал 550 рублей в месяц, каждый из братьев получал по 250 рублей, мастера отделений получали от 50 до 75 рублей, чернорабочие — 18 рублей.
В результате реформ Витте, производство водки сократилось, и, чтобы не терять доход, Шустовы наладили производство коньяка. Ими был приобретён ереванский коньячный завод, заложенный в Тифлисском банке разорившимся купцом 1 гильдии Николаем Таировым. В 1899 году состоялась сделка по приобретению ереванского завода за 50 тысяч рублей. Также были приобретены винокуренные заводы в Одессе и Кишинёве. Оба они были переоборудованы под производство коньяка. В долине Арарата были открыты отделения по закупке винограда. За счёт этого производство коньяка удешевлялось. Производство коньяка осуществлялось по классической французской технологии.
К началу XX века производительность предприятий Шустовых составляла более 4,5 миллионов рублей в год. На московском ликёрном и водочном заводе трудилось 300 работников. На коньячном заводе в Ереване трудилось 25 рабочих, на кишинёвском — 20. Работали отделения фирмы в Санкт-Петербурге, Одессе, Нижнем Новгороде, Смоленске, Варшаве, Вильно, Самарканде, Париже и Лондоне.
В 1905 году в Одессе была создана научная станция виноградарей и виноделов. Организация выпускала профильную литературу и готовила специалистов в области виноделия.
В 1912 году Н. Шустов удостоился присутствия на императорском приёме по случаю Пасхи. Когда Николай II зашёл в зал, Шустов, в нарушение этикета, подал императору рюмку коньяка. Николай II попросил ломтик лимона, выпил рюмку и похвалил шустовский коньяк. По рассказам современников, с тех времён пошла традиция закусывать коньяк лимоном.
В 1913 году фирма Шустовых принесла доход более чем в 10 миллионов рублей.
К 1914 году Шустовы контролировали 30 % рынка алкоголя Российской Империи. Фирма владела 7 винными заводами в Москве, Ереване, Варшаве, Одессе, Кишинёве, Кюрдамире.
С началом Первой мировой войны и введением сухого закона предприятия Шустовых были переоборудованы под обеспечение нужд Военного ведомства.
После октябрьской революции предприятия Шустовых были национализированы. Владельцы пытались вернуть часть собственности, но переговоры с большевиками ни к чему не привели. Власти независимой Армении также отказали Шустовым.
В 1927 году вышла книга «Виноградные вина, коньяки, водки и минеральные воды», написанная Сергеем Николаевичем Шустовым. В издании была раскрыта часть алкогольных рецептов фирмы.

## Ассортимент
Изначально Шустов выпускал только водку. В 1880-е годы ассортимент продукции был расширен за счёт ликёров, настоек и наливок. Были запатентованы такие напитки, как «Запеканка», «Чёрный рижский бальзам», «Спотыкач», «Нектарин», «Зубровка», «Рябина на коньяке». Товарищество Шустовых поставляло на отечественный и зарубежный рынки такие напитки, как «Желудочная горечь», «Кавказский горный травник», «Мандариновая горькая», «Яблочная настойка», «Северная настойка», «Ананасная земляника», «Поляника», «Листовка», «Толкачиха», «Шпанка», «Ликёр русских степных трав», «Ликёр крымский дюшес», «Ликёр белая слива» и другие.
При этом цены на продукцию были невысоки: самый дорогой ликёр стоил 1,5 рубля. К концу XIX века товарищество производило русские виноградные вина, спирт, ликёры, наливки и водки. В 1896 году было налажено производство коньяка. После приобретения ереванского завода ассортимент фирмы был расширен за счёт коньяков «Три звёздочки», «Четыре звезды», «Финьшампань», «Экстра».
В 1890-е годы Товарищество Шустовых продавало вино, выращенное в Карданахи (Грузия) на виноградниках, принадлежавших С. Д. Шереметьеву.
После начала Первой мировой войны фирма начала выпуск холодильных машин, компрессоров, металлических труб, противогазов и распылителей.

## Награды и признание
В 1896 году на Всероссийской выставке в Нижнем Новгороде фирма Шустовых получила золотую медаль. Представитель фирмы удостоился преподнести образцы продукции Императору Николаю II, Великому князю Константину Константиновичу и принцессе Ольденбургской.
Бытует история о том, что когда на Всемирной выставке в Париже в 1900 году были представлены образцы «Финьшампаня отборного», коньяка, произведенного на шустовском заводе в Армении, во время «слепой дегустации» коньяк Шустовых был признан лучшим и получил золотую медаль и особенную привилегию называть «Финьшампань» коньяком, а не бренди и размещать это название на этикетке. Однако существование такой привилегии ставится под сомнение; возможно, что история — вымысел самого Шустова, известного использованием широкомасштабной, изобретательной и агрессивной рекламы. Хотя «Шустов и сыновья» действительно была лауреатом Grand-prix выставки 1900 года — однако в классе «Sirops et liqueurs; spiritueux divers; alcools d’industrie», а не в классе «Vins et eaux-de-vie de vin», где выставлялись коньяки. Тем не менее, некоторые источники отмечают, что коньяк «Финшампань отборный», появившийся в 1901 году, действительно получал международные награды, хоть и не мог попасть на Всемирную выставку в Париже.
В 1906 году опытная винодельческая станция Шустовых (Одесса) была удостоена золотой медали.
В 1912 году компания Шустовых получила звание Поставщика Двора Его Императорского Величества.

## Реклама
В начале XX века многие города Российской Империи стали пестрить рекламой Шустовых. Именно эта фирма первой запустила слоган «требуйте», применительно к своему коньяку. Впоследствии многие другие популярные фирмы использовали этот приём. Когда в Москве появились первые трамваи, они были украшены рекламой Шустовых. Даже конкурент, В. П. Смирнов, признавал доминацию рекламы Шустовых:

 Не было в империи трамвая или конки, на крышах которых не громоздился бы … щит «Коньяки Шустова!». С граммофонных пластинок орали не своими голосами Бим и Бом: «Дайте нам шустовский коньяк!». Пластинки раздавали совершенно бесплатно в рекламных целях… Но, что удивительно, она сработала! Все брали «Коньяки Шустова», как будто сошли с ума! 
Для привлечения внимания к бренду Шустовы стали использовать хитрый приём. Прилично одетые юноши в сопровождении спутницы заходили в дорогой ресторан, делали заказ. Выяснив, что в заведении не подают коньяк Шустовых, молодой человек оплачивал счёт и удалялся. После подобных случаев многие рестораны включали в ассортимент «Финьшампань» и другие коньяки Шустовых.
Годовой рекламный бюджет Шустовых составлял 400—500 тысяч рублей.

## Благотворительность
В Ереване на средства Шустовых был приобретён участок, на котором на средства города была возведена больница. Из уважения к благотворителям в больнице была учреждена «шустовская» кровать.
В 1910 году Н. Н. Шустов перечислил 50 тысяч рублей на строительство Пресненского попечительства о бедных. Для строительства был выделен участок на Большой Грузинской улице. Важным условием было то, что строительство будет осуществлять само Попечительство, а неизрасходованные средства будут возвращены на счёт организации.
В 1913 году, во время празднования 50-летия фирмы, в фонд пособий служащих фирмы было выделено 60 тысяч рублей.